# NoFap
NoFap là một website và cộng đồng có vai trò như một nhóm hỗ trợ cho những ai muốn bỏ văn hóa phẩm khiêu dâm và thủ dâm. Tên của nó có nguồn gốc từ từ lóng fap, chỉ thủ dâm ở nam giới.